# Nationalerbe-Baum

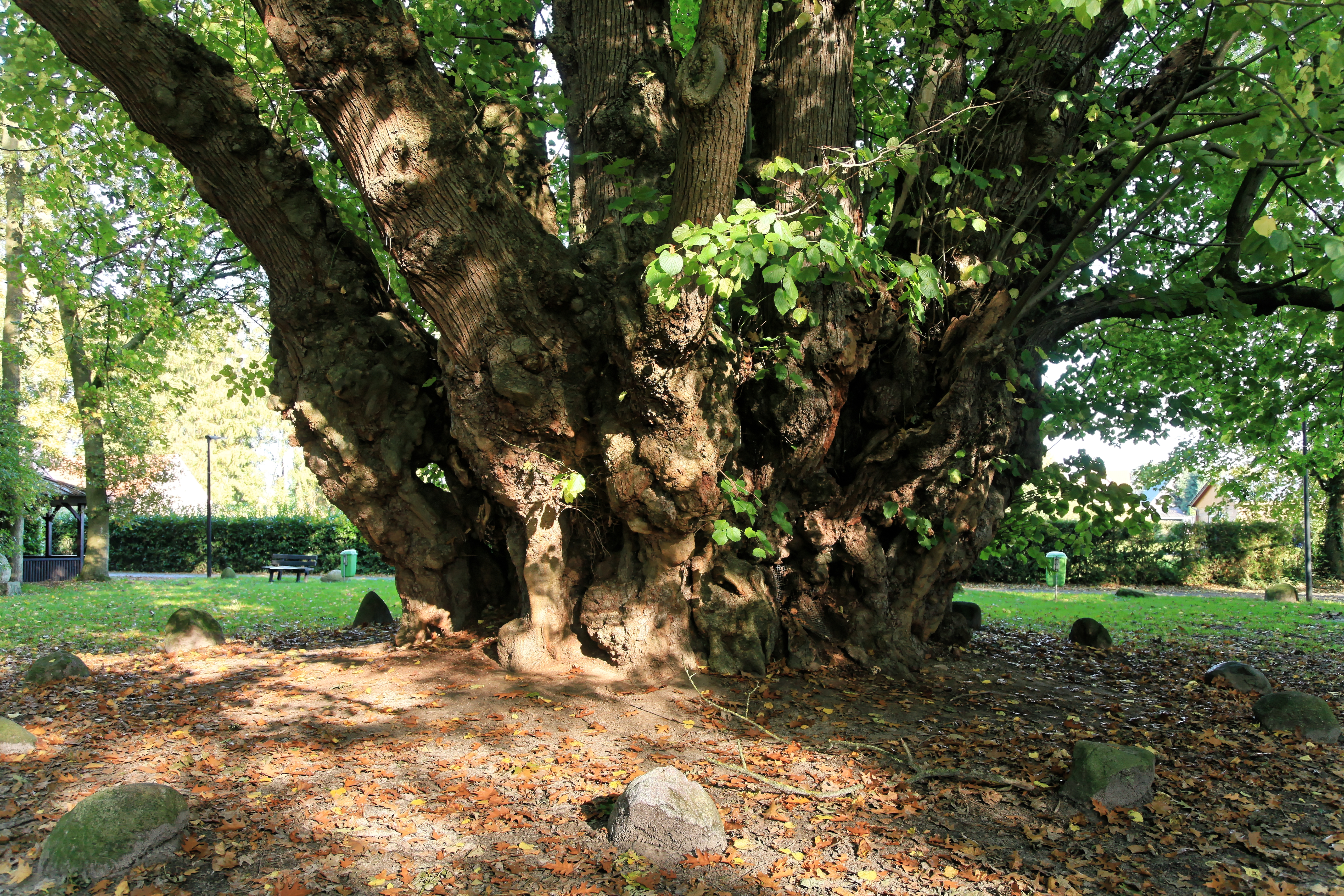
Erster Nationalerbe-Baum: Riesenlinde zu Heede

Nationalerbe-Baum ist eine Auszeichnung, mit der die Deutsche Dendrologische Gesellschaft (DDG) seit 2019 außergewöhnliche Uralt-Bäume in Deutschland unter besonderen Schutz zu ihrer Erhaltung stellen möchte. Dazu wurde ein Fach-Kuratorium ins Leben gerufen, das sich um die Auswahl der geeigneten Kandidaten, die Öffentlichkeitsarbeit und die Weiterentwicklung der Initiative kümmert.
Im Unterschied zur Auszeichnung zum Baum des Jahres, welche in Deutschland jährlich von der „Baum des Jahres – Dr. Silvius Wodarz Stiftung“ für eine bestimmte Baumart vergeben wird, wählt die DDG einzelne Baumexemplare zu Nationalerbe-Bäumen.

## Ziele des Projekts

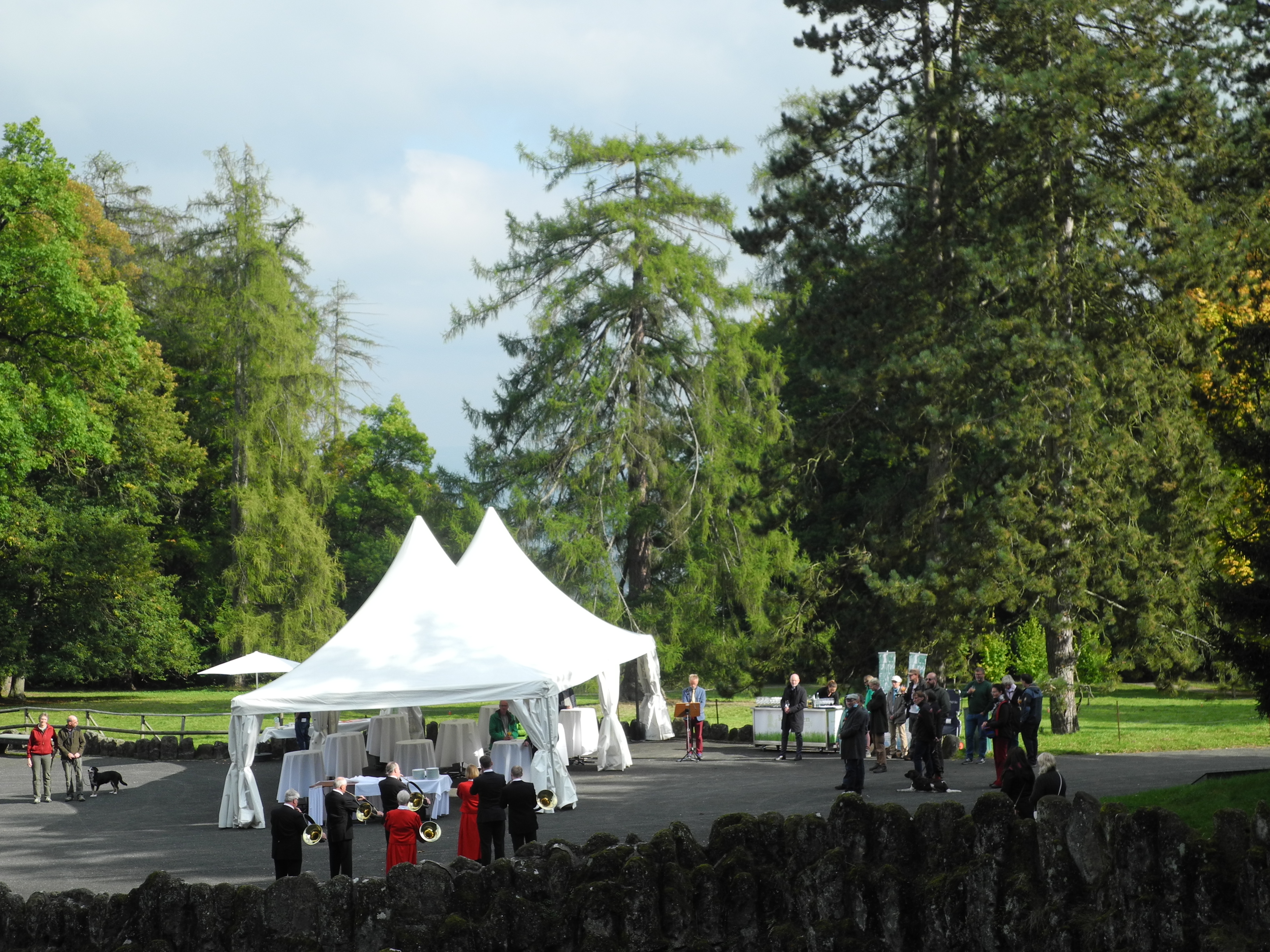
Ausrufung des 10. Nationalerbe-Baumes, einer Europäischen Lärche (Larix decidua), am 8. Oktober 2021 im Bergpark Wilhelmshöhe

Ziel der Initiative ist es, insgesamt einhundert ausgewählte Uralt-Bäume zu finden und diese mit dem Titel Nationalerbe-Baum auszuzeichnen. Damit soll das Bewusstsein für diese besonderen Bäume sowie ihre Erhaltung und Pflege geschärft werden. Durch Beachtung des Lebensraumes – auch aus wissenschaftlichen Sichtweisen (zum Beispiel hinsichtlich der Biologie, Genetik und Pathologie von Bäumen) – sollen Bedingungen für ein hohes Alter der Baumexemplare geschaffen werden.
Um ausgezeichnet zu werden, sollten die Bäume über 400 Jahre alt sein und müssen in etwa 130 cm Stammhöhe einen Umfang von mindestens 400 cm haben. Sie müssen zu Arten gehören, die überhaupt über 500 Jahre oder 750 bis 1000 Jahre alt werden können. Dazu gehören Edelkastanie, Eibe, Flatterulme, Ginkgo, Platane, Riesenmammutbaum, Sommerlinde, Stieleiche, Traubeneiche und Winterlinde sowie im Gebirge Berg-Ahorn, Europäische Lärche und die Zirbelkiefer.

## Leitung und Finanzierung
Das innerhalb der DDG 2019 gegründete (derzeit) fünfköpfige Kuratorium, dessen Initiator und Leiter Andreas Roloff ist, vertritt nicht nur die Ziele der Initiative nach außen, sondern sucht über eine Kandidatenliste mit eingereichten Vorschlägen geeignete potenzielle Bäume, wählt diese aus und organisiert die Ausrufung und Bekanntmachung der Preisträger. Dabei wird die Finanzierung der Initiative durch die Eva Mayr-Stihl Stiftung getragen.

## Ausgezeichnete Bäume
Im Oktober 2019 wurde die geschätzt 600 bis 800 Jahre alte riesige Sommerlinde (Tilia platyphyllos) in der niedersächsischen Gemeinde Heede als erster „Nationalerbe-Baum“ ausgezeichnet, nachdem sie bereits 2016 der deutsche Vertreter beim Wettbewerb Europäischer Baum des Jahres war. Seitdem wurden weitere Bäume ausgezeichnet und weitere Kandidaten ausgerufen. Mit der im Mai 2022 erfolgten Auszeichnung der etwa 800 Jahre alten Polchower Linde in Mecklenburg-Vorpommern befindet sich in jedem deutschen Bundesland mindestens ein zum Nationalerbe ausgewähltes Baumexemplar.
Erklärung der folgenden Tabelle:
- Nr. = fortlaufende Nummer gemäß der DDG[7]
- Datum = Datum der Auszeichnung des Baumes
- Lage = Land / Kreis / Ort / Koordinaten
- Alter in Jahren
- Umfang in Metern
- Höhe in Metern
- Beschreibung = Art, in Klammern der wissenschaftliche Name sowie die nähere Beschreibung

| Nr.                   | Foto            | Lage                                                                        | Alter     | Umfang                                 | Höhe  | Beschreibung |
| --------------------- | --------------- | --------------------------------------------------------------------------- | --------- | -------------------------------------- | ----- | --- |
| 1 5. Oktober 2019     | weitere Bilder  | Niedersachsen, Landkreis Emsland, Heede                                     | 600–800   | 17,50 (12/2018 in h=1,30)              | ≈24   | Sommerlinde (Tilia platyphyllos) Die Riesenlinde zu Heede, 1000-jährige Linde oder Dicke Linde soll die Burglinde der ehemaligen Schärpenburg gewesen sein, die vom Schwedischen General Rabenhaupt im letzten holländischen Krieg des Bischofs von Galen zerstört wurde. |
| 2 19. Oktober 2019    | weitere Bilder  | Sachsen, Landkreis Meißen, Riesa–Jahnishausen                               | ≈210      | 5,15 (08/2019 in h=0,80)               | ≈25   | Ginkgo (Ginkgo biloba) Der Ginkgo im Schlosspark Jahnishausen steht im Park des ehemaligen Schlosses. |
| 3 27. Oktober 2019    |                 | Schleswig-Holstein, Kreis Rendsburg-Eckernförde, Flintbek                   | 600–800   | 3,93 (08/2019 in h=1,30)               | ≈10   | Europäische Eibe (Taxus baccata) Die Flintbeker Eibe steht nahe dem Kirchhof der Flintbeker Kirche. |
| 4 22. August 2020     | weitere Bilder  | Bayern, Landkreis Kronach, Küps–Nagel                                       | ≈600      | 9,70 (01/2020 in h=0,00 hangoberseits) | 26–28 | Stieleiche (Quercus robur) Die Tausendjährige Eiche steht beim Schloss Alte Kemenate. In ihr befinden sich noch Bleikugeln und Bolzen aus dem Dreißigjährigen Krieg. Der schwedische Reitergeneral Lennart Torstensson belagerte mehrere Monate erfolglos das Schloss. Dabei wurde das Schloss beschossen und auch die Eiche getroffen. |
| 5 26. September 2020  | weitere Bilder  | Baden-Württemberg, Landkreis Rottweil, Oberndorf am Neckar-Hochmössingen    | 600–800   | 7,90 (09/2020 in h=1,40)               | ≈18   | Sommerlinde (Tilia platyphyllos) Die Käppeles-Linde oder Dorflinde ist eine der stärksten Linden Deutschlands und einer der ältesten Bäume in Baden-Württemberg. Der irische Gelehrte und Poet James Henry hat 1856 von der Linde in seinen Reisebeschreibungen „Wanderung von Karlsruhe nach Bassano“ berichtet. |
| 6 23. Oktober 2020    | weitere Bilder  | Hamburg-Nienstedten                                                         | ≈270      | 5,55 (08/2020 in h=0,90)               | ≈22   | Bergahorn (Acer pseudoplatanus) Der Baum steht im Hamburger Hirschpark am südöstlichen Ende der Lindenallee, nahe Eingang von der Elbchaussee. |
| 7 21. Mai 2022        | weitere Bilder  | Brandenburg, Landkreis Prignitz, Gülitz                                     | 400–500   | 10,07 (08/2020 in h=1,30)              | ≈22   | Flatterulme (Ulmus laevis) Die Ulme steht auf dem Anger hinter der Kirche im Dorf Gülitz. Sie ist die wohl stärkste bekannte Ulme Europas, vielleicht auch der ganzen Welt und einer der stärksten Bäume Deutschlands. |
| 8 11. Juni 2021       | weitere Bilder  | Sachsen-Anhalt, Burgenlandkreis, Großpörthen                                | 700–900   | 9,85 (01/2021 in h=1,50)               | ≈12   | Winterlinde (Tilia cordata) Die Prangerlinde steht direkt am Hang vor der Kirche am Anger im Dorf Großpörthen, etwa fünf Kilometer südöstlich von Zeitz und ist die wohl dickste Winterlinde Deutschlands. Bisher war sie fast unbekannt, weil nicht als Naturdenkmal registriert. Früher diente sie wahrscheinlich als Gerichtsbaum. |
| 9 9. Juli 2021        | weitere Bilder  | Berlin, Tegel                                                               | 500–600   | 6,10 (12/2020 in h=1,50)               | 15–16 | Stieleiche (Quercus robur) Die Dicke Marie steht ein wenig versteckt im Wald, abseits der Wege, im Nordwesten Berlins, nahe dem Schlosspark Tegel und dem nordöstlichsten Zipfel des Tegeler Sees, der sogenannten „Großen Malche“. Den Namen soll sie in Anspielung auf die Köchin des Schlosses von den Brüdern Alexander und Wilhelm von Humboldt bekommen haben, die ihre Jugendjahre hier verbrachten. Selbst Goethe soll 1778 bei seinen Reisen den Baum besucht haben.                                                                                              |
| 10 8. Oktober 2021    | weitere Bilder  | Hessen, Kassel, Bergpark Wilhelmshöhe                                       | 200–250   | 4,77 (10/2021 in h=1,50)               | ≈27   | Europäische Lärche (Larix decidua) Der Baum steht auf dem Plateau östlich vor der Großen Kaskade im Bergpark Wilhelmshöhe. In der Nähe des Solitärbaums stehen weitere Lärchen mit der Kataster-Kennung 393. |
| 11 16. Oktober 2021   | weitere Bilder  | Rheinland-Pfalz, Landkreis Südliche Weinstraße, Gleisweiler                 | 300–500   | 7,77 (07/2021 in h=1,50)               | 23–24 | Edelkastanie (Castanea sativa) Die Kastanie steht zu 4/5 auf privatem und 1/5 auf öffentlichem Grund an einer steilen Böschung oberhalb des Brunnens bei dem Haus Bergstraße 19. Ein Hohlweg führt links an ihm vorbei. |
| 12 31. Oktober 2021   | weitere Bilder  | Nordrhein-Westfalen, Kreis Borken, Raesfeld-Erle                            | 600–850   | 12,45 (08/2021 in h=1,30)              | ≈11   | Stieleiche (Quercus robur) Die Femeiche steht auf einer alten Gerichtsstätte, nicht weit von einem merowingischen Gräberfeld entfernt. Bis ins Mittelalter wurden hier die sogenannten Femegerichte abgehalten. Die Erler Femeiche ist der erste Nationalerbe-Baum im Westmünsterland und in Nordrhein-Westfalen. |
| 13 10. Februar 2022   |                 | Freie Hansestadt Bremen, Bremen-Schwachhausen                               | 155–160   | 7,30 (12/2021 in h=1,30)               | ≈33   | Riesenmammutbaum (Sequoiadendron giganteum) Der Mammutbaum befindet sich am südöstlichen Rand des Riensberger Friedhofs, Eingang Riensberger Straße, von dort etwa 50 m linker Hand, hinter einer gusseisern umzäunten Grabstelle. Er wurde wegen seines Schiefstands im Jahr 2012 um rund 5 m in der Höhe gekürzt. |
| 14 7. Mai 2022        | weitere Bilder  | Thüringen, Unstrut-Hainich-Kreis, Vogtei                                    | 400–500   | 9,95 (12/2021 in h=1,30)               | ≈25   | Sommerlinde (Tilia platyphyllos) Die Mahllinde – eigentlich eine Gruppe aus drei Linden – steht auf einer Anhöhe in der Gemeinde Vogtei an der Grenze zwischen den Ortsteilen Niederdorla und Oberdorla. |
| 15 28. Mai 2022       | weitere Bilder  | Mecklenburg-Vorpommern, Landkreis Rostock, Polchow                          | ≈800      | 14,40 (02/2022 in h=1,30)              | ≈20   | Sommerlinde (Tilia platyphyllos) Die Polchower Linde steht auf dem Kirchhof neben der Kirche von Polchow, einem Ortsteil der Gemeinde Wardow im Landkreis Rostock in Mecklenburg-Vorpommern. |
| 16 9. April 2022      | weitere Bilder  | Saarland, Landkreis Merzig-Wadern, Mettlach                                 | ≈650      | 6,53 (03/2022 in h=1,00)               | ≈23   | Stieleiche (Quercus robur) Die Richteiche ist eine von sechs als Naturdenkmale ausgewiesenen Alteichen auf dem Hofgut St. Gangolf in der Nähe der gleichnamigen Kirche zwischen Besseringen und Mettlach im Landkreis Merzig-Wadern im Saarland. Sie steht als Grenzeiche an einem Wegesrand unweit der Saarschleife. |
| 17 25. Juni 2022      | weitere Bilder  | Rheinland-Pfalz, Eifelkreis Bitburg-Prüm, Roth an der Our                   | ≈360      | 5,05 (03/2022 in h=1,30)               | ≈38   | Traubeneiche (Quercus petraea) Die Königseiche – auch Muttereiche oder lokal Moaderkoos genannt – befindet sich im Kammerwald unweit des Schlosses Roth an einem Wegrand in unmittelbarer Nähe zur luxemburgischen Grenze. Zu ihrem Schutz ist sie von einem Holzzaun umgeben sowie mit einem Blitzableiter ausgestattet. |
| 18 30. September 2022 | weitere Bilder  | Bayern, Landkreis Berchtesgadener Land, Ramsau                              | 600–800   | 10,80 (05/2022 in h=1,55)              | ≈31   | Sommerlinde (Tilia platyphyllos) Die Hindenburglinde wächst auf 850 m Höhe weit außerhalb des Ortskerns von Ramsau im Landkreis Berchtesgadener Land in Bayern. Ihr Platz liegt an der Deutschen Alpenstraße in unmittelbarer Nachbarschaft eines nach ihr benannten Hotels. |
| 19 8. Oktober 2022    | weitere Bilder  | Hessen, Landkreis Darmstadt-Dieburg, Harreshausen                           | 585       | 4,30 (06/2022 in h=1,30)               | ≈16   | Säuleneiche (Quercus robur ‚Fastigiata) Die Schöne Eiche steht inmitten einer von einem Holzzaun umringten Gruppe aus anderen Eichen, Linden, Weißdornen und Fliederbüschen rund 600 m nördlich des Ortskerns von Harreshausen, einem Ortsteil von Babenhausen im Landkreis Darmstadt-Dieburg in Hessen. Ihre Krone mit einer Gesamthöhe von 16 Metern ist – bei 1781 gemessenen 30 Metern – infolge von Blitzschlägen und Sturmschäden erheblich zusammengestutzt. Es gilt als gesichert, dass alle in Mittel- und Nordeuropa vorhandenen Säuleneichen von ihr abstammen. |
| 20 15. Oktober 2022   | weitere Bilder  | Niedersachsen, Landkreis Wolfenbüttel, Evessen                              | 600–800   | 7,10 (08/2022 in h=1,30)               | ≈14   | Sommerlinde (Tilia platyphyllos) Die Tumuluslinde steht auf einem 6–7 m hohen Grabhügel von 34 m Durchmesser aus der späten Stein- bis frühen Bronzezeit an der Landesstraße L 625. Sie überragt weite Teile des Dorfs Evessen und ist auch in dessen Ortswappen symbolisch abgebildet. |
| 21 22. Oktober 2022   | weitere Bilder  | Sachsen, Landkreis Nordsachsen, Collm                                       | 800–>1000 | 11,05 (10/2022 in h=1,30)              | ≈25   | Sommerlinde (Tilia platyphyllos) Die Collmer Linde steht auf dem Friedhofsgelände neben der Kirche von Collm in der Gemeinde Wermsdorf des sächsischen Landkreises Nordsachsen, direkt neben dem Collmberg am Wermsdorfer Forst. |
| 22 28. April 2023     | weitere Bilder  | Sachsen-Anhalt, Landkreis Jerichower Land, Klein Lübars                     | 400–500   | 6,75 (10/2022 in h=1,30)               | ≈23   | Stieleiche (Quercus robur) Die Pfarreiche in Klein Lübars, einem Ortsteil der Stadt Möckern, wird auch als Kircheiche oder Breitkroneneiche bezeichnet. Sie befindet sich am Dorfrand und ist ausschließlich über einen Fußpfad erreichbar. |
| 23 15. April 2023     | weitere Bilder  | Brandenburg, Landkreis Barnim, Chorin                                       | ≈600      | 7,20 (02/2023 in h=1,00)               | ≈22   | Winterlinde (Tilia cordata) Die Klosterlinde steht im Amt Britz-Chorin-Oderberg am Südufer des Parsteiner Sees auf der Halbinsel Pehlitzwerder auf dem Campingplatz-Gelände unmittelbar neben der Klosterruine; etwa 20 km nordöstlich von Eberswalde im Landkreis Barnim. |
| 24 22. April 2023     | weitere Bilder  | Mecklenburg-Vorpommern, Landkreis Mecklenburgische Seenplatte, Röbel/Müritz | 500–700   | 10,15 (02/2023 in h=1,10)              | ≈25   | Stieleiche (Quercus robur) Die Kroneiche bei Röbel/Müritz befindet sich am Rand des Stadtwaldes von Röbel/Müritz östlich vom Leizener Ortsteil Minzow. |
| 25 6. Mai 2023        | weitere Bilder  | Baden-Württemberg, Stuttgart                                                | ≈245      | 7,70 (12/2022 in h=1,30)               | ≈34   | Ahornblättrige Platane (Platanus ×hispanica) Die Platane am Spielhaus befindet sich im Exotischen Garten der Hohenheimer Gärten auf dem Campus der Universität Hohenheim. |
| 26 23. Juni 2023      |                 | Bayern, Landkreis Regen, Zwieslerwaldhaus                                   | ≈605      | 6,93 (01/2023 in h=1,30)               | ≈53   | Weißtanne (Abies alba) Die Weiß-Tanne steht im Nationalpark Bayerischer Wald in der Nähe des zur Gemeinde Lindberg gehörenden Ortsteils Zwieslerwaldhaus und ist sowohl die älteste, als auch die höchste und dickste dokumentierte Tanne Deutschlands. |
| 27 4. August 2023     | weitere Bilder  | Nordrhein-Westfalen, Kreis Minden-Lübbecke, Bierde                          | 400–600   | 8,60 (08/2023 in h=0,90)               | ≈19   | Flatterulme (Ulmus laevis) Die am südöstlichen Dorfende in Bierde stehende Ulme hat den vermutlich viertgrößten Stammumfang aller Ulmen in Deutschland. |
| 28 18. August 2023    | weitere Bilder  | Niedersachsen, Landkreis Verden, Erbhof Thedinghausen, Thedinghausen        | 400       | 4,82 (12/2022 in h=1,30)               | ≈14   | Europäische Eibe (Taxus baccata) Mit einem Stammumfang von fast fünf Metern gilt sie als dickste öffentlich zugängliche Eibe in Deutschland. Sie soll im Jahr 1621 als vierjähriger Setzling zur Vollendung des Schlossgartens gepflanzt worden sein. Es handelt sich um ein weibliches Exemplar. |
| 29 29. September 2023 | weitere Bilder  | Niedersachsen, Landkreis Gifhorn, Isenhagen                                 | 400–500   | 7,15 (02/2023 in h=0,90)               | ≈17   | Holländische Linde (Tilia x europaea) Die Linde am Kloster Isenhagen ist eine der fünf ältesten bekannten Holländischen Linden. Sie befindet sich nördlich vor dem Klosterhauptgebäude. |
| 30 14. Oktober 2023   | weitere Bilder  | Bayern, Landkreis Weilheim-Schongau, Wessobrunn                             | 700–900   | 14,15 (02/2023 in h=0,90)              | ≈17   | Sommerlinde (Tilia platyphyllos) Östlich vom Kloster Wessobrunn befindet sich die Tassilolinde an einem Steilhang. |
| 31 12. April 2024     | weitere Bilder  | Brandenburg, Frankfurt (Oder)                                               | 500–700   | 9,00 (08/2023 in h=1,00)               | ≈22   | Stieleiche (Quercus robur) Auf dem Kirchhof im Ortsteil Markendorf steht die Drillingseiche. Der Name bezieht sich auf den Stamm, welcher sich in etwa 4 m Höhe in drei Stämmlinge aufteilt. |
| 32 20. April 2024     |                 | Hessen, Vogelsbergkreis, Homberg (Ohm)                                      | 600–800   | 9,40 (01/2024 in h=1,20)               | ≈22   | Sommerlinde (Tilia platyphyllos) Vor dem Eingang zur Burg Homberg befindet sich die als Hohler Baum bezeichnete Sommerlinde, deren Krone vor etwa 100 Jahren bei einem Sturm vollständig abbrach. |
| 33 20. Mai 2024       | weitere Bilder  | Saarland, Landkreis Saarlouis, Lebach                                       | 400–600   | 4,20 (07/2023 in h=1,00)               | ≈15   | Europäische Eibe (Taxus baccata) Der Baum steht auf dem Hof des Schlosses La Motte und ist eine der ältesten Eiben des Saarlandes. |
| 34 8. Juni 2024       | weitere Bilder  | Thüringen, Landkreis Schmalkalden-Meiningen, Brotterode-Trusetal            | 250–300   | 5,03 (04/2024) in h=1,30               | ≈47   | Europäische Lärche (Larix decidua) Im Thüringer Wald südöstlich von Trusetal befindet sich der als Dicke Lärche bezeichnete Baum. |
| 35 14. Juni 2024      | weitere Bilder  | Niedersachsen, Landkreis Friesland, Schortens                               | 400–500   | 3,85 (10/2023) in h=1,30               | ≈25   | Europäische Eibe (Taxus baccata) Die Eibe steht im Klosterpark Oestringfelde. |
| 36 27. Juni 2024      |                 | Baden-Württemberg, Bodenseekreis, Überlingen                                | 400–500   | 8,25 (04/2024) in h=1,20               | ≈9    | Sommerlinde (Tilia platyphyllos) Der als Burkhartlinde bezeichnete Baum im Ortsteil Bonndorf wurde nach dem Minnesänger Burkhart von Hohenfels benannt. |
| 37 28. Juni 2024      | Bild gesucht BW | Bayern, Landkreis Garmisch-Partenkirchen, Garmisch-Partenkirchen            | ≈270      | 2,70 (09/2023) in h=1,55               | ≈13   | Zirbelkiefer (Pinus cembra) Die Zirbelkiefer befindet sich im Alpengarten auf dem Schachen in 1900 m über dem Meeresspiegel. |
| 38 13. Juli 2024      |                 | Schleswig-Holstein, Kreis Schleswig-Flensburg, Steinbergkirche              | ≈500      | 9,30 (05/2024) in h=1,10               | ≈13   | Sommerlinde (Tilia platyphyllos) Der am weitesten nördlich stehende Nationalerbe-Baum ist die zur Reformation gepflanzte Linde in Steinbergkirche, welche daher als Reformationslinde bezeichnet wird. |
| 39 10. August 2024    | weitere Bilder  | Bayern, Landkreis Forchheim, Effeltrich                                     | 600–800   | 8,02 (05/2024) in h=0,70               | ≈8    | Sommerlinde (Tilia platyphyllos) Mitten im Dorf Effeltrich befindet sich die Tanzlinde, deren Krone von einer Stützkonstruktion getragen wird. |
| 40 27. September 2024 | weitere Bilder  | Sachsen, Landkreis Sächsische Schweiz-Osterzgebirge, Müglitztal             | 700–850   | 11,20 (05/2024) in h=1,30              | ≈24   | Sommerlinde (Tilia platyphyllos) Die Schmorsdorfer Linde wurde bereits etwa 1630 während des Dreißigjährigen Krieges schriftlich erwähnt. Sie befindet sich mitten im zur Gemeinde Müglitztal gehörenden Ortsteil Schmorsdorf. |
| 41 3. Oktober 2024    | Bild gesucht BW | Brandenburg, Landkreis Elbe-Elster, Schlieben                               | 400–450   | 8,25 (08/2024) in h=1,30               | ≈20   | Winterlinde (Tilia cordata) Bei dem Baum handelt es sich um eine der fünf stärksten Winterlinden Deutschlands. Er befindet sich in Schlieben auf einer Anhöhe über der denkmalgeschützten Weinkelleranlage. |
| 42 12. Oktober 2024   | weitere Bilder  | Rheinland-Pfalz, Rhein-Hunsrück-Kreis, Buch                                 | 350–500   | 7,02 (03/2024) in h=1,10               | ≈15   | Stieleiche (Quercus robur) Der Baum steht direkt an der Hauptstraße. Er besitzt einen hohlen Stamm, der mit Beton ausgegossen wurde. Zudem verhindern Kronensicherungen ein Auseinanderbrechen. |
| 43 24. Oktober 2024   |                 | Nordrhein-Westfalen, Aachen                                                 | ≈450      | 8,04 (05/2024) in h=1,30               | ≈18   | Edelkastanie (Castanea sativa) Der Baum befindet sich auf einer Weidefläche im Landschaftsschutzgebiet Aachen, was die Zugänglichkeit erschwert hat. Anlässlich der Auszeichnung zum Nationalerbe-Baum wurde daher ein Fußweg angelegt. |
| 44 28. März 2025      | weitere Bilder  | Baden-Württemberg, Rhein-Neckar-Kreis, Weinheim                             | ≈240      | 5,80 (07/2024) in h=1,30               | ≈25   | Libanon-Zeder (Cedrus libani) Bei dem im Schlosspark des Weinheimer Schlosses stehenden Baum handelt es sich vermutlich um die älteste und stärkste Zeder in Deutschland. |
| 45 27. April 2025     | weitere Bilder  | Niedersachsen, Landkreis Göttingen, Friedland                               | 400–500   | 8,20 (10/2024) in h=1,30               | ≈25   | Stieleiche (Quercus robur) Der im Ortsteil Groß Schneen stehende Baum ist bereits im Jahr 1913 als Naturdenkmal unter Schutz gestellt worden. |
| 46 6. Juni 2025       | Bild gesucht BW | Bayern, Landkreis Lindau (Bodensee), Lindau (Bodensee)                      | ≈150      | 5,25 (07/2024) in h=1,30               | ≈30   | Riesenlebensbaum (Thuja plicata) Es handelt sich bei dem Baum im Toskanapark um einen der fünf dicksten Riesenlebensbäume in Deutschland. |
| 47 15. Juni 2025      | Bild gesucht BW | Nordrhein-Westfalen, Kreis Steinfurt, Rheine                                | 250–275   | 4,90 (02/2025) in h=1,30               | ≈25   | Edelkastanie (Castanea sativa) Der im Stamminneren ausgehöhlte Baum befindet sich im Salinenpark. |
| 48 21. Juni 2025      | weitere Bilder  | Bayern, Landkreis Regensburg, Thalmassing                                   | 700–850   | 9,80 (01/2025) in h=1,30               | ≈20   | Stieleiche (Quercus robur) Die Sankt-Wolfgangs-Eiche steht in der Nähe des Schlosses Haus im Ortsteil Neueglofsheim. Der hohle Stamm hat ein sehr urtümliches Erscheinungsbild und besitzt besonders große Wurzelanläufe. |
| 50 2. Juli 2025       | weitere Bilder  | Mecklenburg-Vorpommern, Landkreis Mecklenburgische Seenplatte, Ivenack      | ≈850      | 11,55 (08/2024) in h=1,50              | ≈30   | Stieleiche (Quercus robur) Die berühmten Ivenacker Eichen sind bereits 2016 als erstes Nationales Naturmonument geschützt worden. Aus den ältesten Stieleichen in dem Hutewald wurde die Stärkste zum 50. Nationalerbe-Baum gewählt. Bei Untersuchungen in den Jahren 2020 und 2021 wurde festgestellt, dass die Laubblätter der Ivenacker Eichen besonders variieren. So wurden in den Kronen Blätter mit dem typischen Aussehen sowohl für Stiel- als auch für Traubeneichen gefunden. Ebenso fand man traubeneichenähnliche Fruchtstände.                               |

- Karte mit allen Koordinaten:
- OSM |
- WikiMap